# Малюта Станіслав Станіславович
Станіслав Станіславович Малюта (23 лютого 1938, Ковалівка — 8 грудня 2022, Київ) — український науковець-генетик, педагог. Доктор біологічних наук (1984), професор (1995). Лауреат Державної премії України в галузі науки і техніки (1998). Один із фундаторів сучасної української генетики, знищеної до цього у період «лисенківщини».
Майже пів століття — науковий співробітник Інституту молекулярної біології і генетики (1973—2022), 27 років з яких — завідувач відділу молекулярної генетики. Дослідник широкого кола біологічних питань, зокрема мутагенної дії нуклеїнових кислот та вірусів, структурно-функціональної організації генів та генетичних систем тощо. Автор понад 300 наукових робіт, декількох авторських свідоцтв на винаходи. Учень професорів Сергія Гершензона та Володимира Зосимовича.

## Життєпис
Народився 23 лютого 1938 року у селі Ковалівка на Хмельниччині.
У 1960 році закінчив Українську сільськогосподарську академію. Відтоді ж — співробітник Первомайської селекційно-дослідної станції цукрового буряку (місто Гулькевичі, РРФСР). Першим в СРСР виявив форми цукрового буряку з цитоплазматичною чоловічою стерильністю.
З 1961 року навчався в аспірантурі Центрального республіканського ботанічного саду АН УРСР у щойно створеному відділі генетики під керівництвом професора Володимира Зосимовича. Відтоді ж — співробітник Інституту мікробіології і вірусології імені Д. К. Заболотного, учень керівника Сектору молекулярної біології та генетики Сергія Гершензона.
У 1969 році здобув науковий ступінь кандидата біологічних наук, захистивши дисертацію на тему «Мутагенное действие некоторых вирусов на дрозофилу». У 1973 році Сектор молекулярної біології та генетики було реорганізовано в окремий інститут (ІМБГ). З першого дня його роботи Станіслав Малюта працював в цьому закладі, спочатку на посаді молодшого наукового співробітника.
З 1981 року — завідувач відділу молекулярної генетики. У 1984 році здобув науковий ступінь доктора біологічних наук, захистивши дисертацію на тему «Взаимодействие чужеродных вирусов с клетками многоклеточных организмов». Через три роки обійняв посаду професора у своїй alma mater — Українській сільськогосподарській академії. З 1989 по 1992 рік — завідувач кафедри генетики та фізіології рослин.
У 1995 році затверджений у вченому званні професора. З 1997 по 2003 рік — професор кафедри біології Національного університету «Києво-Могилянська академія».
У 1998 році, разом з колегами, нагороджений Державною премією України в галузі науки і техніки за цикл наукових досліджень мутагенної дії нуклеїнових кислот та вірусів. У 2000 році призначений членом-кореспондентом Національної академії наук України.
У 2002—2003 роках — заступник директора з наукової роботи Інституту молекулярної біології та генетики. З 2004 по 2009 роки — заступник академіка-секретаря Відділення біохімії, фізіології і молекулярної біології Національної академії наук України, з 2009-го по 2015-й рік — член Відділення. У 2008 році залишив посаду завідувача відділу молекулярної генетики ІМБГ, був призначений головним науковим співробітником відділу.

Могила Станіслава Малюти, Байкове кладовище

Помер після тривалої хвороби на 85-му році життя 8 грудня 2022 року. Був кремований, прах похований у колумбарії Байкового кладовища (50°24′57.10″ пн. ш. 30°30′12.50″ сх. д. / 50.4158611° пн. ш. 30.5034722° сх. д.).

## Наукова діяльність
Автор понад 300 наукових робіт, декількох авторських свідоцтв на винаходи. Дослідник широкого кола біологічних питань, зокрема структурно-функціональної організації генів та генетичних систем, експериментального мутагенезу, експресії бактеріальних генів у клітинах рослин тощо.
Під керівництвом Станіслава Малюти співробітники відділу молекулярної генетики відновлювали здобутки українських генетиків, зруйновані у період «лисенківщини», розв'язували низку проблем загальної і молекулярної генетики. Вперше в Україні був розпочатий новий науковий напрямок — молекулярна онкогематологія.
Член президії та віце-президент Українського товариства генетиків і селекціонерів імені М. І. Вавилова, член президії Українського біохімічного товариства. Протягом шести каденцій (1992—1996, 2000—2005) — член Вищої атестаційної комісії України. Член редакційних колегій часописів «Biopolymers & Cell», «Cytology and Genetics», «Український біохімічний журнал» тощо.
Науковий керівник та педагог близько 20 кандидатів і докторів наук, серед яких Костянтин Почерняєв, Віктор Балацький, Юрій Вагін, Геннадій Телегєєв тощо.

## Науковий доробок (частковий)
- 1969 — «Мутагенное действие некоторых вирусов на дрозофилу»: диссертация кандидата биологических наук : 03.00.00. — Киев, 1969. — 145 с. : ил.
- 1981 — «Справочник по биологии» (у співавторстві)
- 1984 — «Взаимодействие чужеродных вирусов с клетками многоклеточных организмов»: диссертация доктора биологических наук : 03.00.15. — Киев, 1984. — 257 с. : ил.
- 1999 — «Мутагенна дія нуклеїнових кислот і вірусів» (у співавторстві)
- 2011 — «Мутагенна дія нуклеїнових кислот і еволюційний процес» (стаття)
- 2013 — «Development of molecular oncohematology in Ukraine» (стаття)
- 2013 — «Молекулярно-генетичні методи в діагностиці гострих лейкемій» (у співавторстві)
- 2013 — «Застосовування наночастинок у біомедицині» (у співавторстві; стаття)

### Авторські свідоцтва на винаходи (у співавторстві)
- 2004 — спосіб одержання сполуки платини (іі) з ДНК в розчині
- 2005 — спосіб діагностики ph’ лейкемій за допомогою специфічних праймерів